# Кэхилл, Майк
Майк Кэхилл (англ. Mike Cahill) (род. 5 июля 1979 года) — американский кинорежиссёр, сценарист, продюсер и монтажёр, известный научно-фантастическими психологическими триллерами «Другая Земля» (2011) и «Я — начало» (2014).

## Биография

### Ранние годы
Майк Кэхилл родился 5 июля 1979 года в Нью-Хейвене, штат Коннектикут
 в семье учёных-медиков, два его старших брата стали нейрохирургами.
В возрасте 10 лет Кэхилл был настолько восхищён кино, что захотел стать режиссёром. Свою первую камеру он купил в ломбарде за 100 долларов, когда ещё был школьником.
Свой первый фильм Кэхилл снял вместе с приятелем в 17 лет. Это была документальная картина «Карман» (The Pocket) о музыке гоу-гоу в округе Колумбия.

### Учёба в Джорджтаунском университете
После окончания школы Кэхилл в течение нескольких месяцев учился на медика, а затем изучал экономику в Джорджтаунском университете, окончив его в 2001 году.
Во время учёбы в университете Кэхилл установил тесные профессиональные и дружеские отношения с Брит Марлинг, с которой познакомился на Джорджтаунском кинофестивале. По словам Кэхилла, вместе с ещё одним другом, также студентом Джоджтаунского университета и будущим кинорежиссёром Залом Батманглиджем, они сформировали своего рода киногруппу. Кэхилл вместе с Брит снимал короткометражные фильмы, в которых Брит играла главные роли, после чего в течение восьми лет он снимал документальные фильмы, после чего предложил попробовать снять художественный фильм. По словам Кэхилла, в 2011 году «Зал и я поставили свои первые полнометражные фильмы, в обоих фильмах Брит была соавтором сценария и исполнительницей главных ролей. Оба фильма отправились на „Сандэнс“ и оба приобрела компания Fox Searchlight. И всё это произошло через десять лет после нашего знакомства. Это было довольно странно».

### Карьера в «National Geographic»
Во время учёбы на старших курсах университета Кэхилл начал стажироваться в «National Geographic», вскоре став их самым молодым штатным полевым продюсером, монтажёром и оператором. «После нескольких лет съёмок акул, черепах и прочей морской жизни» Кэхилл переехал на Кубу, где в течение года снимал удостоенный наград документальный фильм «Боксёры и балерины».

### «Боксёры и балерины» (2004)
Документальный фильм «Боксёры и балерины» рассказывает о боксёре и балерине, которые живут на Кубе, и ещё об одном боксёре и одной балерине — также кубинцах, но которые живут в Майами. Фильм не даёт ответа на вопрос, чья жизнь лучше.

### Работы 2006—09 годов
Затем Кэхилл переехал в Лос-Анджелес, где его пригласили в качестве монтажёра двух музыкальных документально-биографических фильмов для кинофестиваля «Сандэнс» 2006 года — «Leonard Cohen: I’m Your Man» (2005) о Леонарде Коэне и «Everyone Stares: The Police Inside Out» (2006) о группе The Police. Кэхилл был также продюсером и режиссёром нескольких эпизодов документально-публицистического телесериала «Правда жизни».

## Художественные фильмы

### Влияния на творчество Кэхилла
Большое влияние на творчество Кэхилла оказала научно-популярная литература, в частности, в области астрономии. В Лос-Анджелесе Кэхилл делил дом с Марлинг и Батманглиджем, где он «растягивался на полу, слушая аудиокнигу астронома Ричарда Берендзена, протеже Карла Сагана, который придал поэтический поворот астрофизической математике».
Кэхилл признавался, что любит фантастические фильмы, такие как «12 обезьян» (1995) и «Дитя человеческое» (2006), а также «метафизические фильмы с заворотом» Кшиштофа Кесьлёвского, особенно «Двойная жизнь Вероники» (1991), а также его цветную трилогию «Красный» (1994), «Белый» (1994) и «Синий» (1993). В этих фильмах «ставятся большие вопросы судьбы и выбора», а в «Двойной жизни Вероники» его также «привлекла идея существования другого тебя, с которым твоя душа может вступить в связь». Кроме того, действие фильмов Кесьлёвского происходит в реальности и люди живут обычными жизнями, но одновременно на более глубоком уровне происходит что-то волшебное". Ещё один фильм, который вдохновлял Кэхилла — «Баския» (1996) Джулиана Шнабеля.

### «Другая Земля» (2011)
В декабре 2009 года Кэхилл решил сделать свой первый полнометражный художественный фильм «Другая Земля», где он выступил режиссёром, соавтором сценария, продюсером, оператором и монтажёром. Фильм был включен в конкурсную программу кинофестиваля «Сандэнс» в 2011 году, где завоевал Специальный приз жюри и Приз Альфреда Слоуна, а сразу после фестиваля был закуплен для проката фирмой Fox Searchlight.
Кэхилл говорит: «Я снял фильм, я смонтировал фильм, я поставил фильм и я был соавтором сценария фильма, так что на съёмочной площадке мне не надо было общаться с большим количеством людей, мне не надо было объяснять оператору, как снимать ту или иную сцену». По словам Кэхилла, съёмки проводились в доме его матери и его приятеля, а с помощью знакомого полицейского для съёмок перекрывалась улица и даже четырёхполосное шоссе. Бюджет фильма составил не более 100 тысяч долларов.
Фильм начинается с новости о том, что вокруг Солнца вращается неизвестная ранее планета, полностью идентичная Земле. В этот день Рода, 17-летняя талантливая студентка Массачусетского технологического института (Брит Марлинг), задумавшись о жизни на другой планете, становится виновницей аварии, в результате которой погибает беременная женщина с ребёнком. Четыре года спустя Рода выходит из тюрьмы, и, желая хоть как-то компенсировать утрату, инкогнито устраивается домработницей в дом овдовевшего мужа убитой ей женщины (Уильям Мейпотер). Постепенно между ними начинают складываться всё более близкие отношения, одновременно Рода подаёт заявку на участие в полёте на планету-близнец Земли.
На фестивале Сандэнс «Другая Земля» «стала небольшой сенсацией, благодаря умному увязыванию классической кинодрамы с налётом экзистенциальной тайны, не говоря о невозмутимой планете, которая парит над Землёй во многих сценах». Кинокритик Фил Браун, назвал картину «странным небольшим фильмом с метафизической научно-фантастической историей на заднем плане и морально неоднозначной инди-драмой — на переднем». По словам Марлинг, они пытались сделать такой фильм, что даже если его избавить от научно-фантастической составляющей, то это всё равно будет очень сильный фильм. Как отметила кинокритик Таша Робинсон, «исходная посылка фильма — определённо научно-фантастическая, но история разыгрывается как инди-драма, которая исследует метафизические вопросы грустно, мягко и с глубокой силой. Фильм обладает ощущением реальной жизни, но с определённой поэзией. Это как поэтический реализм». Деннис Овербай отмечает, что Кэхилл рассматривает «Другую Землю» как научно-фантастический фильм, несмотря на незначительный объём компьютерной графики, душераздирающих картин и других спецэффектов, которые стали характерными чертами жанра. «„Другая Земля“ — это не научная фантастика того плана, которую мы ожидаем — там нет спецэффектов или чудовищ. Более того, как фантастика — он нелеп. Неожиданное появление дубликата Земли не имеет никакого астрономического смысла и противоречит почти всему, что мы знаем о гравитации и об орбитах планет». По словам Кэхилла, фильм исходит из одной из наиболее острых идей современной физики. Он как будто допускает возможность существования мультивселенной. Мы пытаемся понять вселенную через эту идею множественности — что существуют другие версии тебя и бесконечное количество версий каждого человека. Кэхилл говорит: «Я хочу побудить зрителей задуматься, если бы вы стояли за пределами самого себя и лишь наблюдали за собой, что бы вы сказали об этом странном существе?».

### «Я — начало» (2014)
В 2014 году на кинофестивале «Сандэнс» Кэхилл презентовал свой новый фильм «Я — начало», который, как «Другая Земля», был удостоен на фестивале Премии Альфреда Слоуна.
Герой фильма, молекулярный биолог Иэн Грэй (Майкл Питт) вместе со своей ассистенткой Карен (Брит Марлинг) ведёт исследования эволюции глаза в надежде найти на генетическом уровне переходные формы живых существ от незрячих к зрячим, и выделить специфическую ДНК, которая отвечает за появление глаза. На фоне интенсивных научных исследований у Иэна завязывается страстный роман с таинственной Софи (Астрид Берже-Фрисби), которая придерживается мнения об ограниченности научного познания мира. В тот момент, когда Карен удаётся выделить уникальную ДНК, показывающую механизм появления зрения у живых существ, Софи гибнет в результате несчастного случая. Семь лет спустя, когда Иэн уже является автором широко признанной монографии на тему об эволюции глаза и женат на Карен, серия событий и его дальнейшие исследования показывают несколько странных совпадений рисунка глазной роговицы, наводящих на мысль о возможности существования реинкарнации.
Кинокритик Тодд МкКарти в «Голливуд репортер» написал, что этот «очень сложный и в визуальном плане роскошный фильм, погружённый в довольно загадочную, но при этом увлекательную сферу научных исследований… достигает исключительного баланса между эмоциональными и интеллектуальными аспектами своей необычной истории», отмечая далее, что Кэхилл «ставит свой возбуждающий душевное волнение режиссёрский дар на службу истории с разносторонними романтическими, биологическими и метафизическими аспектами». Клодиа Пуйг в «USA Today» охарактеризовала фильм как «увлекательный низкотехнологический научно-фантастический триллер», который исследует территорию, «на которой заканчивается наука и начинается сфера духовного». Назвав фильм «увлекательной медитацией на тему веры и науки, которая искусно уравновешивает эмоциональные и интеллектуальные аспекты», Пуйг отмечает, что «самые волнующие моменты „Я — начало“ происходят в туманной области необъяснимого, и, несмотря на некоторые сюжетные дыры, фильм удачно срабатывает на нескольких уровнях». Критик заключает, что фильм «очарователен, тревожен и заставляет думать», а его «финал делает энергичный поворот, который наверняка воспламенит дискуссию».
По словам Кэхилла, «Я — начало» является историей, предваряющей фильм «Я», действие которого должно происходить через 20 лет после описываемых событий. «Мы работали над „Я“, но не смогли завершить работу из-за возникших трудностей при написании истории. Мы решили не форсировать работу, чтобы не выпускать не вполне хороший фильм. Но я стремился что-нибудь выпустить, и у меня имелась богатая предваряющая история для „Я“, и потому мы сначала выпустили „Я - начало“ как небольшой сверхнизкобюджетный фильм за миллион долларов». Searchlight владел правами на все приквелы и сиквелы «Я», который Кэхилл уже продал компании, но Кэхилл хотел сделать «Я — начало» независимо и продать его на «Сандэнсе» так же, как было и с первым фильмом. Searchlight согласился с этим, и, в конце концов, закупил права на прокат готового фильма после премьеры на «Сандэнсе» в 2014 году.
По словам Кэхилла, в настоящее время он работает над сиквелом «Я — начало», а также над фильмом об инопланетянах.

## Награды и номинации
| Год  | Награда                                                               | Категория                                                                       | Фильм                | Итог      |
| ---- | --------------------------------------------------------------------- | ------------------------------------------------------------------------------- | -------------------- | --------- |
| 2005 | Кинофестиваль в Брекенридже                                           | Лучший на фестивале Совместно с Брит Марлинг                                    | «Боксёры и балерины» | Победа    |
| 2005 | Кинофестиваль Синеквест в Сан-Хосе                                    | Режиссёрская премия Совместно с Брит Марлинг                                    | «Боксёры и балерины» | Победа    |
| 2011 | Кинофестиваль «Сандэнс»                                               | Приз Альфреда П. Слоуна                                                         | «Другая Земля»       | Победа    |
| 2011 | Кинофестиваль «Сандэнс»                                               | Специальный приз жюри                                                           | «Другая Земля»       | Победа    |
| 2011 | Кинофестиваль «Сандэнс»                                               | Главный приз жюри                                                               | «Другая Земля»       | Номинация |
| 2011 | Премия «Scream»                                                       | Лучший независимый фильм                                                        | «Другая Земля»       | Номинация |
| 2011 | Национальный совет кинокритиков США                                   | Десять лучших независимых фильмов                                               | «Другая Земля»       | Победа    |
| 2011 | Международный кинофестиваль в Локарно                                 | Премия молодёжного жюри — особое упоминание                                     | «Другая Земля»       | Победа    |
| 2011 | Международный кинофестиваль в Локарно                                 | Золотой леопард                                                                 | «Другая Земля»       | Номинация |
| 2011 | Премия Готэм                                                          | Премия режиссёру, добившемуся прорыва                                           | «Другая Земля»       | Номинация |
| 2011 | Кинофестиваль в Довиле                                                | Специальный Гран-при                                                            | «Другая Земля»       | Номинация |
| 2012 | Ассоциация кинокритиков Джорджии                                      | Лучший фильм                                                                    | «Другая Земля»       | Победа    |
| 2012 | Независимый дух                                                       | Лучший первый фильм Совместно с Хантером Грэем, Брит Марлинг и Ником Шумейкером | «Другая Земля»       | Номинация |
| 2012 | Независимый дух                                                       | Лучший первый сценарий Совместно с Брит Марлинг                                 | «Другая Земля»       | Номинация |
| 2012 | Премия «Золотой трейлер»                                              | Лучшая музыка                                                                   | «Другая Земля»       | Победа    |
| 2012 | Премия «Золотой трейлер»                                              | Лучший независимый постер                                                       | «Другая Земля»       | Номинация |
| 2012 | Академия фильмов в жанре научной фантастики, фэнтези и фильмов ужасов | Лучший сценарий Вместе с Брит Марлинг                                           | «Другая Земля»       | Номинация |
| 2012 | Премия ПРИЗМ                                                          | Художественный фильм — психическое здоровье                                     | «Другая Земля»       | Номинация |
| 2014 | Кинофестиваль «Сандэнс»                                               | Приз Альфреда П. Слоуна                                                         | «Я — начало»         | Победа    |
| 2014 | Кинофестиваль «Чёрные ночи» в Таллинне                                | Лучший североамериканский независимый фильм                                     | «Я — начало»         | Номинация |
| 2014 | Каталонский международный кинофестиваль в Сиджесе                     | Лучший фильм                                                                    | «Я — начало»         | Победа    |

## Фильмография
| Год  | Фильм                                     | Режиссёр | Сценарист | Продюсер | Монтажёр |
| ---- | ----------------------------------------- | -------- | --------- | -------- | -------- |
| 2004 | «Боксёры и балерины»                      | ✓        | ✓         |          |          |
| 2005 | «Leonard Cohen: I’m Your Man»             |          |           |          | ✓        |
| 2006 | «Everyone Stares: The Police Inside Out»  |          |           |          | ✓        |
| 2011 | «Другая Земля»                            | ✓        | ✓         | ✓        | ✓        |
| 2014 | «Я — начало»                              | ✓        | ✓         | ✓        | ✓        |
| 2016 | «Путь» (телесериал, сезон 1, эпизоды 1-2) | ✓        |           |          |          |
| 2021 | «Блаженство»                              | ✓        | ✓         |          |          |